# Отелло (опера Россини)
«Отелло» (итал. Otello ossia Il moro di Venezia) ― опера Джоаккино Россини в 3-х действиях. Премьера состоялась 4 декабря 1816 года в Неаполе, на сцене королевского театра Дель Фондо. 
Либретто маркиза Франческо Берио ди Сальса крайне далеко от литературного первоисточника — одноимённой пьесы Шекспира. Действие этой версии сюжета целиком происходит в Венеции, причём ключевую роль играет такой (обычно второстепенный) персонаж, как Родриго.

## Краткое содержание
Мавр Отелло, прославившийся военными подвигами, возвращается с триумфом в Венецию XV века. Его сердце принадлежит Дездемоне — дочери знатного Эльмиро, однако девушка уже обручена с Родриго, наследником венецианского дожа. Отелло, не смирившись с этим, врывается на церемонию бракосочетания. Разгневанный Эльмиро, пытаясь разлучить влюблённых, заточает дочь под замок. Коварный Яго, воспользовавшись доверчивостью мавра, внушает ему, что Дездемона изменяет с Родриго. Ослеплённый ревностью Отелло вызывает соперника на поединок, после чего власти изгоняют его из города. Тайно вернувшись, он решает совершить расправу.
Проникнув в покои Дездемоны, Отелло лжёт о гибели Родриго от рук Яго. Девушка, потрясённая новостью, догадывается о злодейских интригах коварного советника. Однако мавр, истолковав её отчаяние как доказательство связи с Родриго, душит возлюбленную. В этот момент появляется друг Отелло — Лучо — с вестью: обман Яго раскрыт, а сам интриган погиб от меча Родриго. Осознав чудовищность своего поступка, Отелло в отчаянии пронзает себя кинжалом, завершая трагедию кровавой развязкой.

## Действующие лица
- Отелло, мавр, генерал венецианских войск (тенор)
- Дездемона, возлюбленная и тайная жена Отелло (сопрано)
- Эльмиро, венецианский патриций, её отец (бас)
- Родриго, сын дожа, отвергнутый жених Дездемоны (тенор)
- Яго, тайный враг Отелло, друг по расчету Родриго (тенор)
- Эмилия, наперсница Дездемоны (сопрано)
- Дож (тенор)
- Лучо, друг Отелло, венецианский гондольер (тенор)
- Сенаторы, солдаты, народ, свита Отелло, дамы Дездемоны

## История постановок

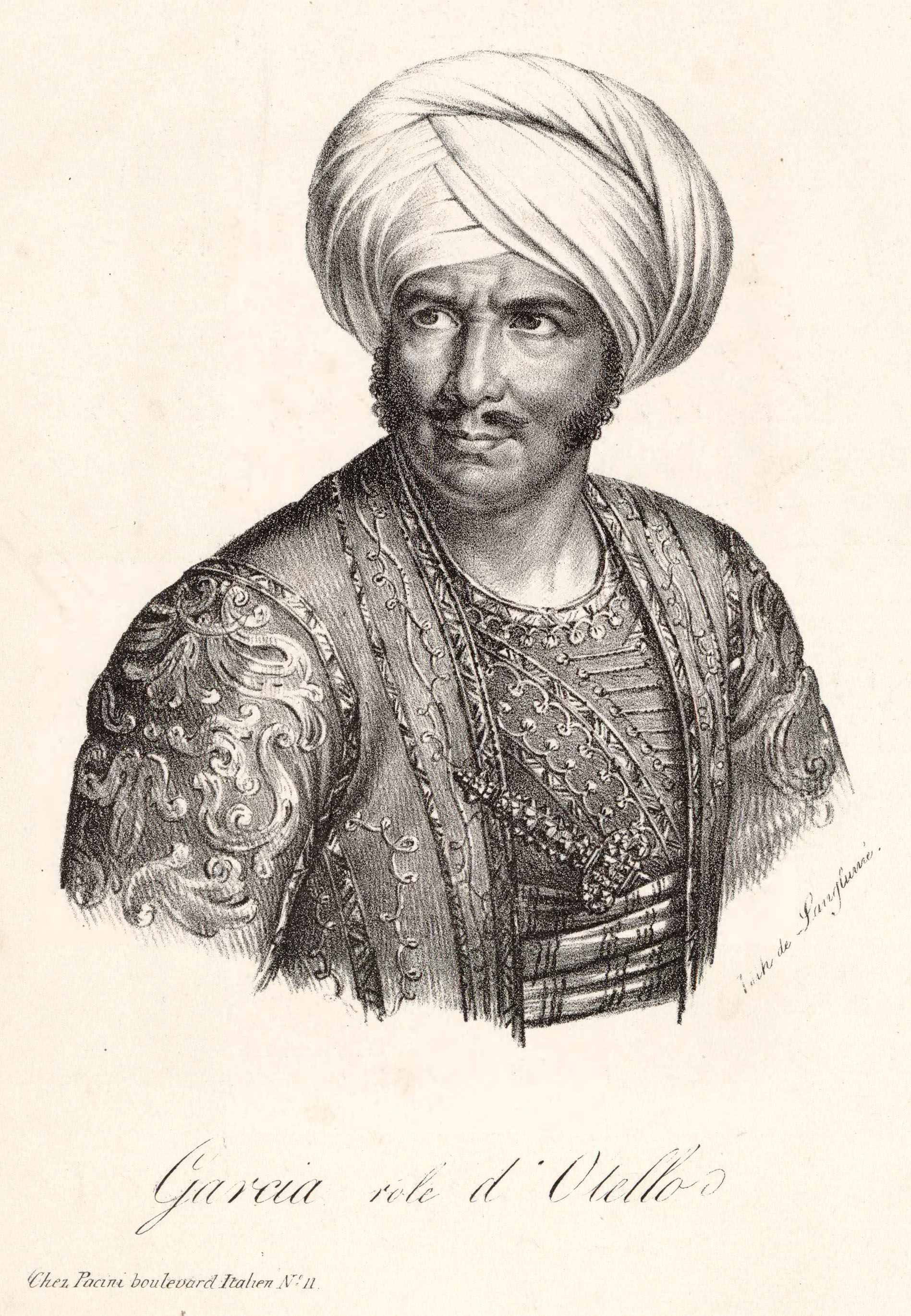
Мануэль Гарсия в костюме Отелло

Первые исполнители ролей: Отелло — Андреа Нодзари, Дездемона — Изабелла Кольбран, Родриго — Джованни Давид, Яго — Джузеппе Чиччимарра, Эмилия — Мария Манци, Брабанцио — Микеле Бенедетти, дож — Гаэтано Кидзола.
Феофил Толстой писал в середине XIX века: «В оперной труппе, для которой Россини писал „Отелло“, был избыток теноров и недостаток в басах; по этому случаю в „Отелло“ три партии теноровые. Ныне хорошие теноровые голоса стали редки, и роль Яго почти всегда исполняет баритон. Отелло писан был для Гарсии, но в первый раз исполнял эту партию Нодзари. Весьма замечателен диапазон роли Отелло: в пассажах он иногда доходит до нижнего ля, а вся тесситура пения заключается между нижним ре и верхним ля. В дуэте с Родриго есть даже верхний до!»
Театры XIX века нередко ставили «Отелло» со счастливой концовкой. Ференц Лист использовал песню гондольера из последнего акта оперы в качестве основы для канцоны, которая вошла в его сборник «Годы странствий». В 1820-е и 1830-е годы роль мавра часто исполнял Мануэль Гарсия, а партия Дездемоны стала «визитной карточкой» его дочери Марии Малибран. Один из персонажей тургеневской повести «Вешние воды» рассуждает:
Вот был человек! Никогда великий Гарсиа — il gran Garcia — не унижался до того, чтобы петь, как теперешние теноришки — tenoracci — фальцетом: всё грудью, грудью, voce di petto, si… И какой актёр! Вулкан, signori miei, вулкан, un Vesuvio! Я имел честь и счастье петь вместе с ним в опере dell’illustrissimo maestro Россини — в «Отелло»!
Постановки этой оперы, в середине XX века практически преданной забвению, с 1990-х годов стали на Западе регулярными. Отличные отзывы получила постановка Пьера Луиджи Пицци на фестивале Россини в августе 1988 года. Первая полная запись оперы выполнена в 1978 году при участии Хосе Каррераса и Фредерики фон Штаде. Также на дисках выпускались записи с фестиваля Россини (1988, К. Мерритт, Дж. Андерсон, Р. Блейк), оркестра «Филармония» с хэппи-эндом (Б. Форд, Э. Футрал, В. Матеуцци), с фестиваля «Россини в Вильдбаде» (2008, М. Спайерс, Дж. Пратт), Цюрихской оперы (2012, Ч. Бартоли, Дж. Осборн, Х. Камарена) и Фламандской оперы (2015, Г. Кунде, К. Ромеу, М. Миронов).